# Viking 1
La Viking 1 va ser una sonda espacial destinada a l'estudi del planeta Mart. Llançada el 20 d'agost del 1975 per la NASA, va arribar en un any a l'òrbita marciana el 19 de juny del 1976, i va començar a transmetre dades fins que es va fer aterrar el 1980. Dos anys més tard es va perdre tot contacte amb la sonda. Es tractava del primer intent dels EUA de fer un aterratge a Mart.
La missió va ajudar a transmetre imatges i mesures sobre el planeta, a confirmar el fenomen de la dilació del temps segons la gravetat (previst per la teoria de la relativitat) i a estudiar la superfície marciana.

## Mapa de Mart
El següent mapa d'imatge del planeta Mart conté enllaços interns a característiques geogràfiques destacant les ubicacions de Rovers i mòduls de descens. Feu clic en les característiques i us enllaçarà a les pàgines dels articles corresponents. El nord està a la part superior; les elevacions: vermell (més alt), groc (zero), blau (més baix).